# Ablepharus chernovi
Ablepharus chernovi là một loài thằn lằn trong họ Scincidae. Loài này được Darevsky mô tả khoa học đầu tiên năm 1953.